# Brug 1022

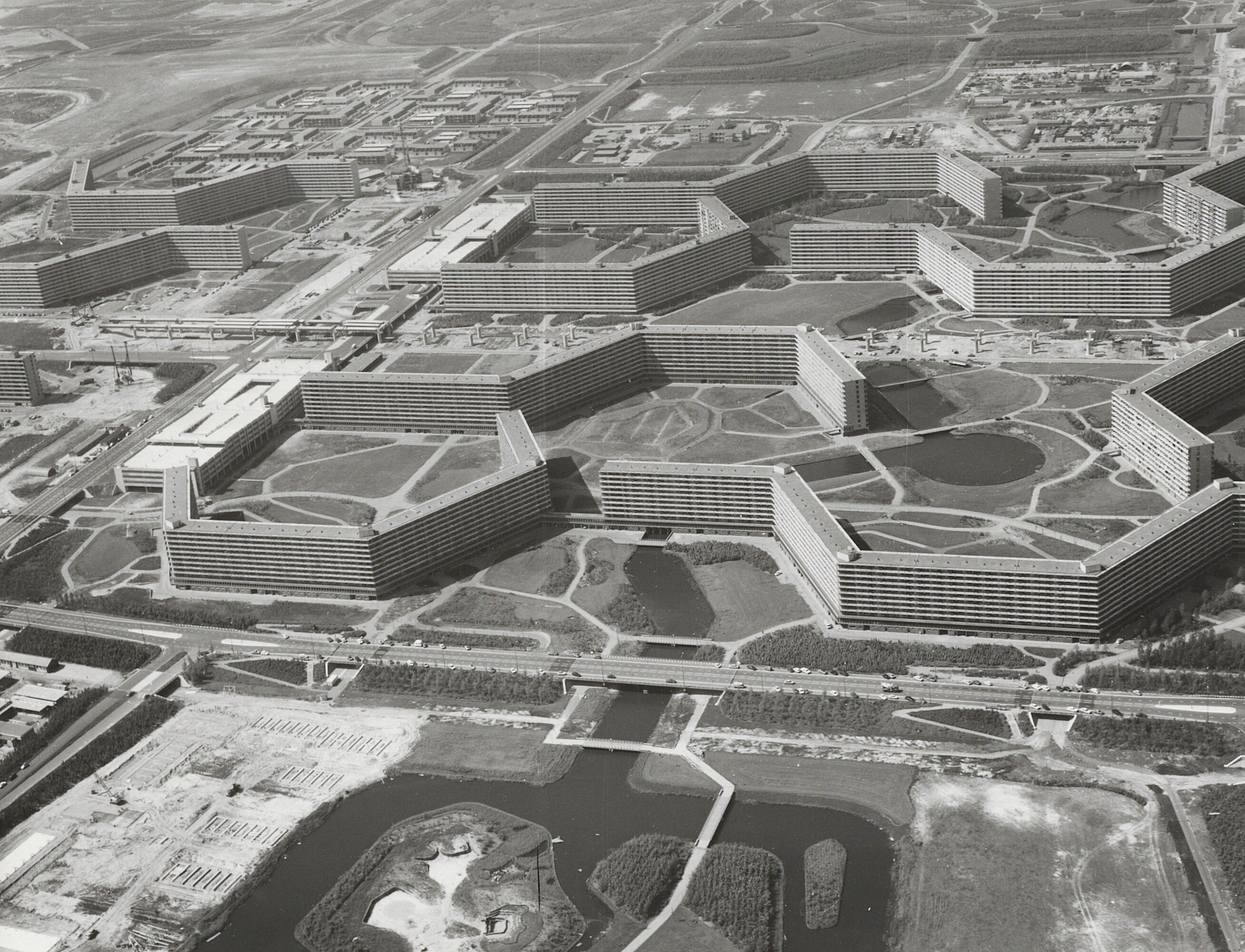
Op de voorgrond de ’s Gravendijkdreef met centraal een vierkant met bruggen 1022 (verkeersbruggen) en bruggen 1134 en 1135 (1973)

Brug 1022 was een bouwkundig kunstwerk in Amsterdam-Zuidoost.
Ze maakte vanaf 1966 deel uit van de infrastructuur van deze toen nog toekomstige woonwijk. Het viaduct stond er jarenlang ongebruikt bij. In de woonwijk werd een systeem van gescheiden verkeersstromen geïntegreerd. Snelverkeer werd afgewikkeld via dreven op een dijklichaam, langzaam verkeer werd afgewikkeld op straten en paden op maaiveld niveau. Om dit te kunnen realiseren was een groot pakket aan bruggen en viaducten nodig. Deze werden voor het merendeel ontworpen door architect Dirk Sterenberg voor of in samenwerking met de Dienst der Publieke Werken. Sterenberg ontwierp daarbij viaducten en bruggen in allerlei maten. Brug 1022 werd nog getekend als viaduct in de Bijlmerdreef toen deze nog oostelijk van flat Grunder was ingetekend. Echter kreeg de weg hier in 1971 de naam 's-Gravendijkdreef, alleen begaanbaar voor snelverkeer. Onder het viaduct liep een waterweg, voet- en fietspaden, alle drie komend en gaand naar de Bijlmerweide, dat hier gesitueerd is tussen de woonwijken Geerdinkhof en Kantershof.
De viaducten van Sterenberg zijn te herkennen aan de afgeronde randplaten, de standaard leuningen, de betegeling van de taluds en betonblokken op het wegdek, zo ook hier. Vanwege de 72 meter lange overspanning moest de brug ondersteund worden door zowel brugpijlers op het land als één in het water. Ook de vorm van die brugpijlers zijn typisch in het werk van Sterenberg in Zuidoost. Deze verkeersbrug kreeg niet veel later assistentie van brug 1134 en brug 1135 aan weerszijde gebouwd voor voetgangers en fietsers.
Bij nieuw inzicht in de jaren negentig zag de Gemeente Amsterdam liever dat het oostelijke stuk van de Bijlmerdreef vanaf de Gooiseweg geen weg voor snelverkeer meer bleef, maar een brede stadsstraat met middenberm. Al rond de eeuwwisseling werd er gebouwd aan een nieuwe laagbouwwijk waarbij de straten vernoemd werden naar palmsoorten. Het deel van de 's Gravendijkdreef ten zuiden en over het water werd afgegraven en kwam op maaiveldniveau te liggen, met in de plaats voor brug 1022 een nieuwe versie van brug 1135; een brug met twee rijdekken (beide richtingen) en voet- en fietspaden. Rond 2005 begon het afgraven van het noordelijk deel van de ’s Gravendijkdreef. Het betekende het einde van een serie bruggen van Sterenberg.
<<< · 1000 · 1001 · 1002 · 1003 · 1004 · 1005 · 1006 · 1007 · 1008 · 1009 · 1010 · 1011 · 1012 · 1013 · 1014 · 1018 · 1028 · 1029 · 1030 · 1032 · 1033 · 1034 · 1035 · 1036 · 1037 · 1038 · 1039 · 1040 · 1041 · 1044 · 1045 · 1046 · 1048 · 1049 · 1050 · 1051 · 1062 · 1063 · 1064 · 1065 · 1066 · 1067 · 1076 · 1077 · 1078 · 1083 · 1090 · 1092 · 1093 · 1094 · 1095 · 1096 · 1097 · 1098 · 1099 · >>>
Brugnummers  1015, 1016, 1017, 1019, 1020, 1021, 1022, 1023, 1024, 1025, 1026, 1027, 1031, 1042, 1043, 1047, 1052/1053 (niet gebouwd), 1054, 1055, 1056, 1057, 1058, 1059, 1060, 1061, 1068, 1069-1075, 1079, 1080, 1081, 1082, 1084-1088, 1089 en 1091 (onbekend) zijn niet meer vergeven. De meesten daarvan zijn gesloopt in verband met sanering Zuidoost. Alle bruggen lagen en liggen in Zuidoost behalve bruggen 1000 en 1002.